# Miguel Santaeulalia Núñez

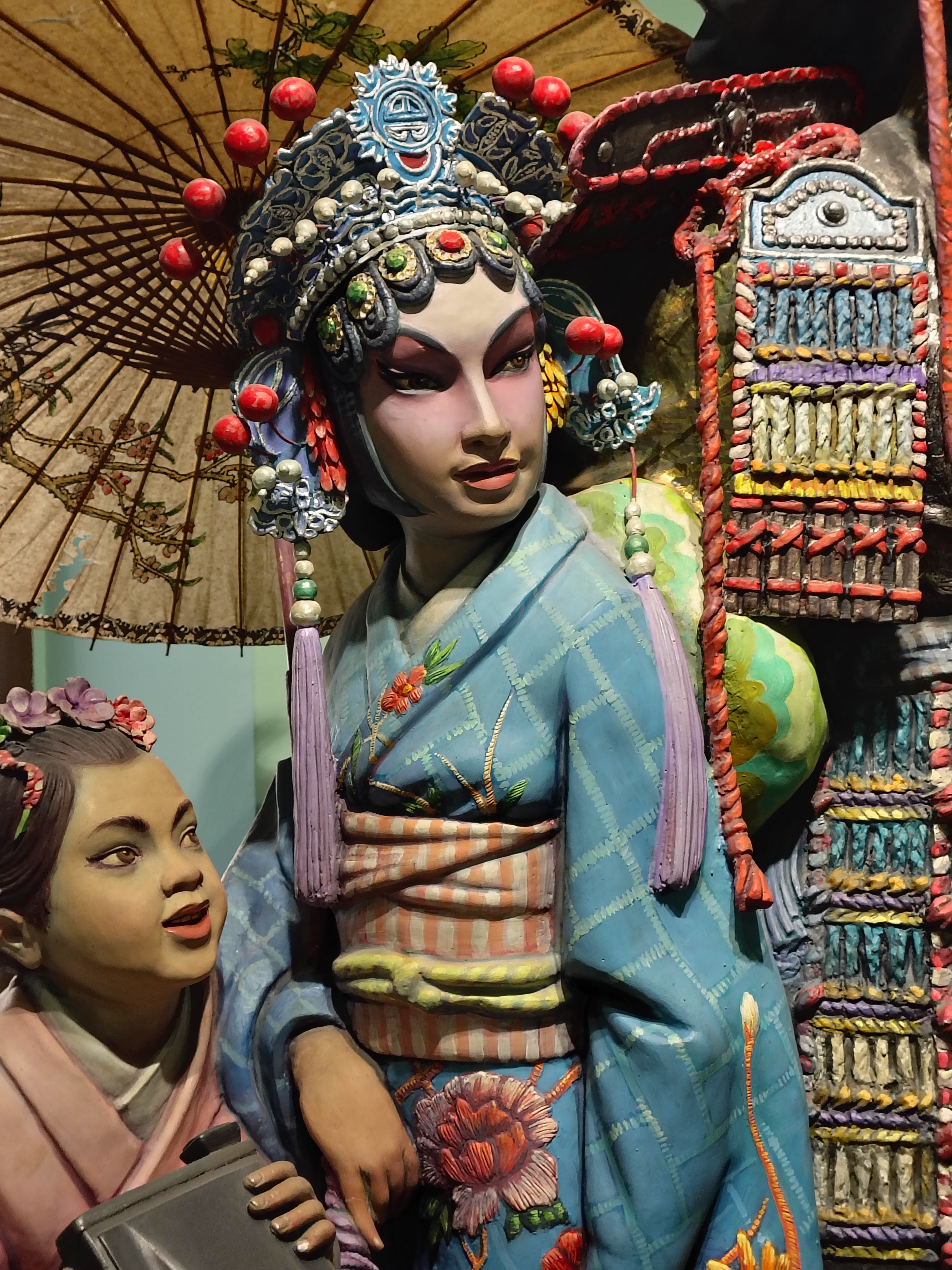
Ninot Indultat de las Fallas de Valencia 1991, obra de Miguel Santaeulalia

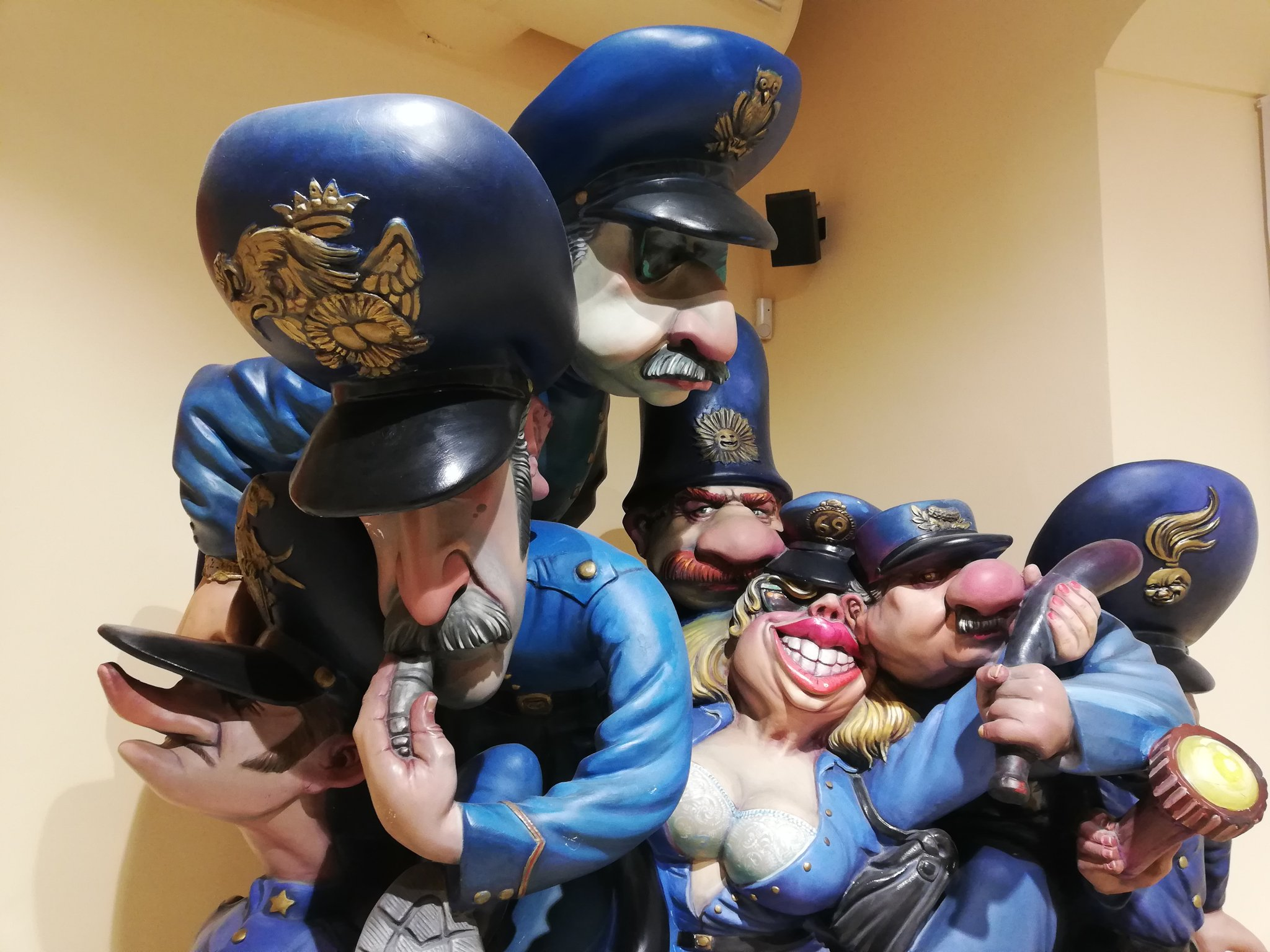
Detalle del Ninot Indultat de las Fallas de Valencia 1995, obra de Miguel Santaeulalia Núñez

Miguel Santaeulalia Núñez (Burjassot, 3 de julio de 1943) es un artista fallero. Representa la segunda generación de una saga de artistas falleros iniciada por su padre Salvador Santaeulalia Fitó en los sesenta. Sus hijos Miguel, Alejandro, Pedro y José forman parte de la tercera generación y todos ellos están vinculados a la creación de Fallas en diferentes ámbitos.
Inicia su carrera profesional en los años setenta una vez aprendido el oficio en el taller de su padre. Después de conseguir buenos resultados en secciones inferiores y recomendado por Vicent Tortosa Biosca, debuta en la sección especial de las Fallas de Valencia en 1974 con "Martiris" para la comisión Exposición-Micer Mascó. Planta también en la máxima categoría en las demarcaciones de la Plaza de la Mercè, Bailén-Xàtiva y la Plaza de Pilar, pero es en los ochenta y sobre todo los noventa cuando consigue ganar varios primeros premios (1986, 1994, 1995 y 1997) plantando fallas para la comisión de Na Jordana, comisión con la cual mantuvo una de le relaciones profesionales más largas de la historia de la fiesta con 13 fallas plantadas.
Durante su trayectoria ha conseguido en cuatro ocasiones el  Ninot Indultado en 1986, 1987, 1991 y 1995.
En el año 1989 planta "Benvolguts Reis d' ...Occidente" para la Falla del Ayuntamiento de Valencia.
En los últimos años de su trayectoria profesional, antes de su jubilación, vuelve a las fallas infantiles, fallas que realizó anecdóticamente en los años 70. En los años 2004 y 2005 consiguió el primer premio de las fallas infantiles de la sección especial para la Falla Nou Campanar. Su última falla plantada fue en 2011 para la comisión infantil de Convento de Jerusalén.

Es considerado el primer artista que utiliza el corcho blanco en la creación de fallas.
| Año  | Comisión fallera                  | Lema de la falla                  |
| ---- | --------------------------------- | --------------------------------- |
| 1974 | Exposición-Micer Mascó            | Martiris                          |
| 1975 | Plaza de la Merced                | Societat de consum                |
| 1976 | Na Jordana                        | L'any internacional...del conill! |
| 1977 | Na Jordana                        | Les bufes                         |
| 1978 | Bailén-Xàtiva                     | Contes de la iaia                 |
| 1979 | Bailén-Xàtiva                     | La caída del Imperio              |
| 1981 | Plaza de la Merced                | La solución                       |
| 1984 | Bailén-Xàtiva                     | El mercat                         |
| 1986 | Na Jordana                        | El barri                          |
| 1987 | Na Jordana                        | Per darrere i per davant          |
| 1991 | Na Jordana                        | El mèlic del món                  |
| 1992 | Na Jordana                        | El somni verd                     |
| 1993 | Na Jordana                        | Ojo, ¡qué la están peinando!      |
| 1994 | Na Jordana                        | El verí del teatre                |
| 1995 | Na Jordana                        | Ací és Hollywood                  |
| 1996 | Na Jordana                        | Toccata e fuga OP. 43             |
| 1997 | Na Jordana                        | De la festa, la vespra            |
| 1998 | Na Jordana                        | El crepúsculo de los Dioses       |
| 1999 | Na Jordana                        | Carnestoltes? moltes voltes!      |
| 2000 | Plaza del Pilar                   | Don dinero                        |
| 2002 | Avenida Burjassot-Padre Carbonell | Rebelión en la granja             |
| 2003 | Avenida Burjassot-Padre Carbonell | La hora punta                     |

| Año  | Comisión fallera                        | Lema de la falla                              |
| ---- | --------------------------------------- | --------------------------------------------- |
| 1976 | Na Jordana                              | Vacances                                      |
| 1977 | Na Jordana                              | La música                                     |
| 2002 | Alameda-Avenida de Francia              | La por                                        |
| 2003 | Alameda-Avenida de Francia              | Passeig de l'alegria, avinguda de la fantasia |
| 2004 | Nou Campanar                            | Estem com una gàbia                           |
| 2005 | Nou Campanar                            | Un dia al mercat                              |
| 2010 | Convento de Jerusalén-Matemático Marzal | El iaio és fantàstic                          |
| 2011 | Convento de Jerusalén-Matemático Marzal | Els viatges de la cort                        |